# Christinea
Christinea là một chi bọ cánh cứng trong họ 
Elateridae.
Chi này được miêu tả khoa học năm 1987 bởi Gurjeva.

## Các loài
Chi này có các loài:
- Christinea mirabilis Gurjeva, 1987